# Balsaminol A
Balsaminol A o cucurbita-5,24-diene-3β,7β,23(R),29-tetraol es un compuesto químico con la fórmula C 30 H 50 O 4, que se encuentra en Momordica balsamina. Es un cucurbitane tipo triterpenoides, relacionado con cucurbitacina, aislado por C. Ramalhete y otros en 2009.
Balsaminol A es un polvo amorfo soluble en metanol y acetato de etilo pero insoluble en n-hexano. Es citotóxica en alrededor de 50 μM.

## SVeer también
- Balsaminapentaol
- Balsaminol B
- Cucurbalsaminol A
- Cucurbalsaminol B
- Karavilagenin E